# Hans Peter Köpf
Hans Peter Köpf (* 4. März 1936; † 23. Februar 2019 in Nagold) war ein württembergischer Landes- und Lokalhistoriker und Genealoge.
Köpf war ein Sohn des Lehrers Ernst Köpf, dieser zuerst angestellt in Neuenbürg und später Leiter der Oberschule in Nagold, verbrachte seine ersten Lebensjahre auf dem Schloss in Neuenbürg, wo sich die Dienstwohnung des Vaters befand. 1948 siedelte die Familie nach Nagold um. Nach dem Abitur in Nagold, mit der Absicht, ein Dichter zu werden, besuchte Köpf Hermann Hesse im Tessin. Das Berufsziel eines Dichters erschien ihm danach aber zu hoch gehängt, und Köpf studierte stattdessen in Tübingen und Wien evangelische Theologie. Nach dem Studium arbeitete er im Archiv der Württembergischen Evangelischen Landeskirche, wo er mehrere württembergische Pfarrarchive inventarisierte. Neben dieser Tätigkeit begann er ein Geschichtsstudium.
Seine spätere Forschungs- und Publikationstätigkeit konzentrierte sich auf die baden-württembergische Landes- und Ortsgeschichte und Adelsgenealogie vornehmlich des Mittelalters und der frühen Neuzeit.
Nach einem Herzinfarkt 2015 erholte sich Köpf nie mehr ganz. 2017 heiratete er seine langjährige Lebensgefährtin Verena Kraft, welche Köpfs bei Hansmartin Decker-Hauff konzipierte Dissertation über die Familie Krafft von Dellmensingen veröffentlichte.

## Veröffentlichungen (Auswahl)
- Zwei theologische Aufsätze Eduard Mörikes. Sonderdruck aus: Jahrbuch der Deutschen Schillergesellschaft 10.1966, Alfred Kröner Verlag, Stuttgart 1966, S. 103–129
- Lutz Krafft, der Münstergründer. In: Hans Eugen Specker und Reinhart Wortmann (Hrsg.), 600 Jahre Ulmer Münster: Festschrift (Forschungen zur Geschichte der Stadt Ulm, Bd. 19). W. Kohlhammer, Stuttgart 1977 (2. Aufl. 1984), S. 9–58.
- Der Laupheimer Raum im frühen und hohen Mittelalter bis zum Übergang an Österreich. In: Stadt Laupheim (Hrsg.), Laupheim: Herausgegeben von der Stadt Laupheim in Rückschau auf 1200 Jahre Laupheimer Geschichte 778–1978. Weißenhorn: Anton H. Konrad Verlag, 1979, S. 33–77.
- Die Herrschaft Brandenburg. In: Anton H. Konrad (Hrsg.), Au an der Iller, Stadt Illertissen: ein Dorf im Wandel der Zeiten. Weißenhorn: Anton H. Konrad, 1987, S. 43‒135.
- Illertissen: eine schwäbische Residenz; Geschichte des einstigen Herrschaftssitzes und alten Zentralortes im Illertal. Weißenhorn: Anton H. Konrad Verlag, 1990, ISBN 978-3-87437-293-0
- Von Dellmensingen – Ein Adelsname. In: Gemeinde Erbach, Ortsverwaltung Dellmensingen (Hrsg.), Dellmensingen: 1092–1992. Ulm a. D.: Süddeutsche Verlagsgesellschaft, 1992, S. 33‒94.
- Zur Ersterwähnung von Erbach. Typoskript Nagold 2002 (20 S. mit 1 Karte; Gutachten für die Stadt Erbach, vorhanden im Stadtarchiv Erbach).
- Mit Wilhelm Breitling, Karl Kempf: Rotfelden: eine tausendjährige Geschichte; 1005–2005. Weißenhorn: Anton H. Konrad Verlag, 2005, ISBN 978-3-87437-480-4
- mit 18 weiteren Autoren: Ebershardt im Nordschwarzwald: ein 700-jähriges Dorf. Weißenhorn: Anton H. Konrad Verlag, 2016.[2] ISBN 978-3-87437-573-3
- Von der Hirsauer Reform zum Zisterzienserorden: Genealogische Beobachtungen an den Quellen der Schwarzwaldklöster aus dem 11. und 12. Jahrhundert. Verena Kraft, Nagold 2021.[3] ISBN 978-3-00-068597-2
- Ronsbergische Erbstücke der Grafen von Wirtemberg. Books on Demand, Norderstedt 2021, ISBN 978-3-7534-1514-7
- Das Ulmer Geschlecht Krafft von Dellmensingen im frühen Spätmittelalter: der Edle Kraft von Nau: Fragment. Norderstedt: BoD, 2023, ISBN 978-3-7568-8027-0